# Oceanijska nogometna prvenstva za žene
Oceanijska prvenstva u nogometu (engleski: Oceanian Nations Cup) za žene se održavaju od 1983. godine, u nepravilnim razmacima od dviju do pet godina.

## Rezultati prvenstava
| Godina | Domaćin                    | Zlato       | Srebro      | Bronca             |
| ------ | -------------------------- | ----------- | ----------- | ------------------ |
| 2007.  | (domaćin)                  | (prvi)      | (drugi)     | (treći)            |
| 2003.  | domaćin Australija         | Australija  | Novi Zeland | Papua Nova Gvineja |
| 1998.  | domaćin Novi Zeland        | Australija  | Novi Zeland | Papua Nova Gvineja |
| 1995.  | domaćin Papua Nova Gvineja | Australija  | Novi Zeland | Papua Nova Gvineja |
| 1991.  | domaćin Australija         | Novi Zeland | Australija  | Papua Nova Gvineja |
| 1989.  | domaćin Australija         | Tajvan      | Novi Zeland | Australija         |
| 1986.  | domaćin Novi Zeland        | Tajvan      | Australija  | Novi Zeland        |
| 1983.  | domaćin Nova Kaledonija    | Novi Zeland | Australija  | Nova Kaledonija    |

1bez domaćina, "regular competition format"